# سيزار بالاسيوس (لاعب كرة قدم مواليد 2004)
سيزار بالاسيوس بيريز (11 نوفمبر 2004) هو لاعب كرة قدم إسباني محترف، يلعب حاليًا كلاعب خط وسط مع ريال مدريد كاستيا.

## المسيرة مع الأندية
ولد في شورية لوالده لاعب كرة القدم السابق سيزار بالاسيوس الأب، وبدأ سيزار بالاسيوس مسيرته مع الفريق الذي مثله والده خلال السنوات الست الأخيرة من مسيرته، نومانسيا. بعد عشر سنوات قضاها مع نادي نومانسيا، وقع لصالح نادي الدوري الإسباني ريال مدريد في يونيو 2020.
بدأ مسيرته مع فرق الشباب في ريال مدريد بشكل جيد، وتم ترقيته من فريق Juvenil C إلى فريق Juvenil B، بعد أن سجل عددًا من الأهداف وصنع العديد من التمريرات الحاسمة في موسمه الأول. وفي مايو 2022، وقع عقدًا جديدًا مع النادي يستمر حتى عام 2027.
سجل بالاسيوس هدفين في مباراة ضد فريق الشباب نادي فالنسيا، في فوز بنتيجة 3–1 في ربع نهائي كأس ملك إسبانيا للشباب [الإنجليزية]. وشارك في المباراة النهائية حيث فاز ريال مدريد على نادي ألميريا.

## المسيرة الدولية
مثل سيزار بالاسيوس منتخب إسبانيا على مستوى تحت 19 عامًا وتحت 20 عامًا. سجل هدفًا في أول ظهور له مع منتخب تحت 19 عامًا في مباراة انتهت بالفوز 1–0 ضد منتخب ألمانيا لكرة القدم للشباب.

## إحصائيات الأندية
آخر تحديث  25 مايو 2024.
| النادي                | الموسم                | الدوري                | الدوري    | الدوري  | أخرى      | أخرى    | المجموع   | المجموع |
| النادي                | الموسم                | الدوري                | المباريات | الأهداف | المباريات | الأهداف | المباريات | الأهداف |
| --------------------- | --------------------- | --------------------- | --------- | ------- | --------- | ------- | --------- | ------- |
| ريال مدريد كاستيا     | 2023–24               | الدرجة الثالثة        | 36        | 3       | —         | —       | 36        | 3       |
| المجموع الكلي للمسيرة | المجموع الكلي للمسيرة | المجموع الكلي للمسيرة | 36        | 3       | 0         | 0       | 36        | 3       |

## الإنجازات
فردية
- فريق البطولة في بطولة أوروبا تحت 19 سنة لكرة القدم: 2023[10]